# Карменова, Тогжан Жанатовна
Тогжан Жанатовна Карменова (род. 22 сентября 1972 год, Алма-Ата, Казахская ССР) — казахстанский музыкальный педагог, Балетный концертмейстер, Почетный работник образования Республики Казахстан (2016), Кавалер ордена «Кұрмет» (2024).

## Биография
Родилась 22 сентября 1972 года в г. Алма-Ата. Отец — Карменов Жанат (казахский и советский певец, заслуженный артист Казахской ССР, Ветеран труда Казахской ССР).
В 1996 году окончила Алматинскую государственную консерваторию им. Курмангазы по специальности «фортепиано». В 2008 году окончила Гуманитарный университет имени Динмухамеда Кунаева по специальности «юриспруденция».
Автор учебных пособий, методических разработок и научных статей, переложений нотных обработок казахских народной музыки и др.

## Трудовая деятельность
- В 1995—1997 годах — концертмейстер, преподаватель Республиканского эстрадно-циркового колледжа имени Ж. Елебекова.
- В 1997—2000 годах — заведующая отделением, заместитель директора Республиканского эстрадно-циркового колледжа имени Ж. Елебекова.
- В 2000—2012 годах — преподаватель, концертмейстер, заведующая отделением Алматинского хореографического училища имени Александра Селезнева.
- С 2013 по наст. в. — заместитель директора по учебной работе Алматинского хореографического училища имени Александра Селезнева.
- С 8 апреля по 11 июня 2025 года - и. о. директора Алматинского хореографического училища имени Александра Селезнева.

## Награды
- Почетный работник образования Республики Казахстан (2016).
- Нагрудный знак «Мәдениет саласының үздігі» (2019).
- Юбилейная медаль «30 лет независимости Республики Казахстан» (2021);
- Медаль «Мәдениет қайраткері» Евразийского фонда культуры (2023).
- Медаль Международной организации ТЮРКСОЙ (2024).
- Указом Президента Республики Казахстан от 21 мая 2024 года «за заслуги в развитии культуры, образования и активную общественную деятельность» награждена орденом «Курмет».[1]

## Дополнительно
- Тогжан Карменова является одним из составителей первой «Хрестоматии по Казахскому танцу», нотного пособия для хореографических учебных заведений.
- В 2017 году являлась организатором І международного конкурса концертмейстеров хореографических учебных заведений. Являлась членом комиссий, по мониторингу и аттестации учебных заведений министерства образования Республики Казахстан (2014 г.), министерства культуры и спорта республики Казахстан (2017, 2018 г.).
- Член отраслевого совета Министерства культуры и информации Республики Казахстан,  разработчик Профессионального стандарта по квалификации «Артист ансамбля танца».